# رقم بيل

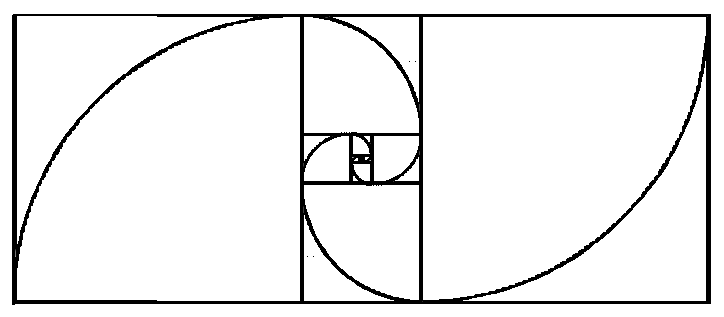
جوانب المربعات المستخدمة في إنشاء دوامة فضية هي أرقام بيل

في الرياضيات ، تعد أرقام بيل سلسلة لا نهائية من الأعداد الصحيحة ، والمعروفة منذ العصور القديمة ، والتي تضم قواسم أقرب التقريبات المنطقية للجذر التربيعي للعدد 2 . هذه السلسلة من تقريبية يبدأ 11 32 75 1712 و 4129 لذلك الرقم المسلسل بيل يبدأ مع 1 و 2 و 5 و 12 و 29. والبسط من نفسه تسلسل التقريب هو نصف أرقام بيل المصاحبة أو أرقام بيل-لوكاس ؛ هذه الأرقام تشكل تسلسلًا ثانيًا لا نهائيًا يبدأ بـ 2 و 6 و 14 و 34 و 82.
يتم تعريف أرقام بيل بواسطة علاقة التكرار
{\displaystyle P_{n}={\begin{cases}0&{\mbox{if }}n=0;\\1&{\mbox{if }}n=1;\\2P_{n-1}+P_{n-2}&{\mbox{وإلا.}}\end{cases}}}
بالكلمات ، يبدأ تسلسل أرقام بيل بالرقم 0 و 1 ، ثم يكون كل رقم بيل هو مجموع ضعف رقم بيل السابق ورقم بيل قبل ذلك. المصطلحات القليلة الأولى من التسلسل هي:
0, 1, 2, 5, 12, 29, 70, 169, 408, 985, 2378, 5741, 13860,…
يمكن أيضًا التعبير عن أرقام بيل بواسطة صيغة النموذج المغلق:
{\displaystyle P_{n}={\frac {\left(1+{\sqrt {2}}\right)^{n}-\left(1-{\sqrt {2}}\right)^{n}}{2{\sqrt {2}}}}.}